# Limosina meijerei
Limosina meijerei är en tvåvingeart som beskrevs av Oswald Duda 1918. Limosina meijerei ingår i släktet Limosina och familjen hoppflugor. Inga underarter finns listade i Catalogue of Life.